# 1947 في كندا
فيما يلي قوائم الأحداث التي وقعت خلال عام 1947 في كندا.

## سياسة

### تعيين في المنصب
- 1 يناير – تشارلز إي. جونز عمدة فانكوفر ‏.
- 1 يناير – هارولد تايلور وود غرانت Commander of the Royal Canadian Navy [الإنجليزية]‏.

### انتهاء فترة المنصب
- 1 يناير – هنري إرنست كيندال نائب حاكم نوفا سكوشا [الإنجليزية]‏.
- 1 يناير – هوارد ريد Commander of the Royal Canadian Navy [الإنجليزية]‏.
- 14 نوفمبر – والتر إدوارد فوستر عضو مجلس الشيوخ الكندي ‏.

## مواليد

### يناير
- 1 يناير – الان مويلي[1]
- 1 يناير – بريان كولب
- 1 يناير – بيتر ماكينون محامي كندي.
- 1 يناير – جوني أبيل سياسي كندي.
- 1 يناير – جيمي والتر
- 1 يناير – دايفيد داي كاتب كندي.[2]
- 1 يناير – دون ديكنسون كاتب كندي.[3]
- 1 يناير – دون ماكفيرسن صحفي كندي.
- 1 يناير – راسيل موريس جونسون
- 1 يناير – ريتش دودسون موسيقي كندي.
- 1 يناير – ساندي ويلسون مخرجة أفلام كندية.[4]
- 1 يناير – شارون ريس كاتبة كندية.
- 1 يناير – فيتو ريتشي ملحن أمريكي.
- 1 يناير – لويز روي سيدة أعمال كندية.
- 1 يناير – ليزلي ريد
- 1 يناير – ليو جيرارد نقابي كندي.
- 1 يناير – نيل براون سياسي كندي.
- 6 يناير – يان ميلر[5]
- 7 يناير – بيل فيربيرن لاعب هوكي جليد كندي.
- 16 يناير – توماس كولينز كهنوت كندي.

### فبراير
- 3 فبراير – ستيفن متشاتي ممثل كندي.[6]
- 10 فبراير – لويز أربور[7]
- 11 فبراير – آبي هوفمان
- 25 فبراير – ريتشارد فرينش سياسي كندي.
- 28 فبراير – باري ويلكينز لاعب هوكي جليد من المملكة المتحدة.[8]

### مارس
- 1 مارس – آلان ثيكي ممثل أمريكي.[9]
- 1 مارس – ريكس ميرفي صحفي كندي.
- 2 مارس – كين أتكينسون سياسي كندي.
- 8 مارس – أل أوسبورن لاعب هوكي جليد كندي.
- 9 مارس – روبرت هول رسام كندي.[10]
- 9 مارس – غاري كورت لاعب هوكي جليد كندي.
- 10 مارس – كولن ستينتون ممثل كندي.[11]
- 10 مارس – كيم كامبل رئيس وزراء كندا.[12]
- 20 مارس – غاي ديلورم موسيقي كندي.
- 27 مارس – أرت هامبسون لاعب هوكي جليد كندي.
- 28 مارس – غريغ تومسون سياسي كندي.[13]
- 31 مارس – توم ميلر لاعب هوكي جليد كندي.

### أبريل
- 7 أبريل – روكي فار لاعب هوكي جليد كندي.
- 14 أبريل – لاري براون لاعب هوكي جليد كندي.
- 16 أبريل – غالين هيد لاعب هوكي جليد من الولايات المتحدة الأمريكية.
- 19 أبريل – جون هولم سياسي كندي.
- 20 أبريل – جون ماكدوغال سياسي كندي.[14]
- 21 أبريل – نيك بيفيرلي لاعب هوكي جليد كندي.
- 22 أبريل – بيل ويلكينسون لاعب هوكي جليد كندي.
- 22 أبريل – ميشلين بوشارد مهندسة كندية.
- 24 أبريل – كلود دوبويس[15]
- 27 أبريل – اريك غوثري لاعب كرة قدم أمريكي.
- 28 أبريل – غرانت إريكسون لاعب هوكي جليد كندي.
- 29 أبريل – سيرج بيرنير لاعب هوكي جليد كندي.
- 30 أبريل – كيت بيرسون كاتبة كندية.[16]

### مايو
- 1 مايو – جيم لورنتز لاعب هوكي جليد من الولايات المتحدة الأمريكية.
- 3 مايو – دوغ هينينج ساحر مسرحي كندي.[17]
- 10 مايو – غورد نيلسون لاعب هوكي جليد كندي.
- 12 مايو – مايكل إغناتييف سياسي كندي.[18]
- 12 مايو – ميشلين لانكتوت[19]
- 22 مايو – برايان تشارلتون سياسي كندي.
- 23 مايو – غاري بانرمان صحفي كندي.
- 24 مايو – ليندا آن وارد متزلجة فنية كندية.
- 24 مايو – مود بارلو[20]
- 25 مايو – بيير دوبوك صحفي كندي.
- 27 مايو – برينت شو مؤرخ كندي.
- 27 مايو – روبي كينغ
- 28 مايو – لين جونستون فنانة كندية.[21]
- 30 مايو – جوسلين بوراسا لاعبة غولف كندية.
- 31 مايو – دانيال سوليفان لاعب هوكي جليد كندي.

### يونيو
- 1 يونيو – لاين بيتر سياسي كندي.
- 6 يونيو – لاري موراي
- 8 يونيو – دونالد ونايت متزلج فني كندي.
- 11 يونيو – روبرت تومسون لاعب كرة ماء كندي.[22]
- 14 يونيو – باول رودولف موسيقي كندي.[23]
- 16 يونيو – دون غرايرسون لاعب هوكي جليد كندي.
- 18 يونيو – ليندا روبنسون ممثلة كندية.[24]
- 22 يونيو – كلوديت شاربونيو تيسو كاتبة كندية.[25]
- 25 يونيو – ألان بيرنستاين
- 25 يونيو – باول سافاج لاعب كرلنغ كندي.
- 26 يونيو – جان ماركوس رجل أعمال كندي.
- 27 يونيو – بيتر رووي مخرج أفلام كندي.

### يوليو
- 2 يوليو – كيث موريسون صحفي أمريكي.
- 7 يوليو – برايان غيبونز لاعب هوكي جليد كندي.
- 9 يوليو – جيم هاريسون لاعب هوكي جليد كندي.
- 11 يوليو – بيرني بلانشت لاعب هوكي جليد كندي.
- 18 يوليو – جلان فينش سبّاح كندي.
- 18 يوليو – ستيف ماهوني سياسي كندي.[26]
- 19 يوليو – جاك بلين لاعب هوكي جليد كندي.
- 22 يوليو – بيل ماثيوز سياسي كندي.[27]
- 26 يوليو – روجر برتراند سياسي كندي.
- 27 يوليو – سيرج بوشارد
- 28 يوليو – هاب مايرز لاعب هوكي جليد كندي.
- 30 يوليو – أل دوبويس صحفي كندي.

### أغسطس
- 3 أغسطس – آرثر جونستون سياسي كندي.
- 4 أغسطس – كاترين فرازير
- 12 أغسطس – ديف إيزلي لاعب كرة قدم كندي.
- 20 أغسطس – برايان ميرفي لاعب هوكي جليد كندي.
- 21 أغسطس – باول كروفورد موسيقي كندي.[28]
- 23 أغسطس – جورج إف. ووكر كاتب سيناريو كندي.[29]
- 24 أغسطس – ليندا هوتشيون[30]
- 27 أغسطس – جون روبرت أندرسون عالم نفس أمريكي.
- 29 أغسطس – روزماري سوليفان كاتبة كندية.[31]
- 30 أغسطس – ألان روك سياسي كندي.[32]
- 31 أغسطس – لي إينغليز لاعب هوكي جليد كندي.

### سبتمبر
- 6 سبتمبر – جون كوتور
- 11 سبتمبر – ستيفن أوسبورن كاتب كندي.
- 11 سبتمبر – غاري سوين لاعب هوكي جليد كندي.
- 15 سبتمبر – كيت كرايغ فنانة كندية.
- 17 سبتمبر – سيرج فونتين سياسي كندي.
- 23 سبتمبر – فرانسين رايسيت ممثلة كندية.[33]
- 23 سبتمبر – كريستيان بورديلو لاعب هوكي جليد كندي.
- 29 سبتمبر – باول كورتيس لاعب هوكي جليد كندي.
- 30 سبتمبر – أرت لي سياسي كندي.[34]

### أكتوبر
- 3 أكتوبر – كارول مورغان ملاكم كندي.
- 5 أكتوبر – غاري إدواردز لاعب هوكي جليد كندي.
- 7 أكتوبر – بوب غراهام لاعب هوكي جليد كندي.
- 8 أكتوبر – غريغ كير سياسي كندي.[35]
- 9 أكتوبر – واين توماس لاعب هوكي جليد كندي.
- 10 أكتوبر – دبليو. إدموند كلارك[36]
- 14 أكتوبر – لاري وارد سياسي كندي.
- 15 أكتوبر – والتر بودرو موسيقي كندي.[37]
- 16 أكتوبر – توم مارتن لاعب هوكي جليد كندي.
- 21 أكتوبر – جان بول بيرغيرون
- 24 أكتوبر – بيل ونايت سياسي كندي.[38]
- 24 أكتوبر – كيني شيلدز
- 27 أكتوبر – انجوس ماكينيس ممثل كندي.[39]
- 30 أكتوبر – داني لوسون لاعب هوكي جليد كندي.
- 31 أكتوبر – لي ريتشاردسون سياسي كندي.[40]

### نوفمبر
- 7 نوفمبر – بيل هيوز لاعب هوكي جليد كندي.
- 11 نوفمبر – تريفور فيرغسون كاتب كندي.
- 19 نوفمبر – إدنا ألفورد شاعرة كندية.
- 21 نوفمبر – مارجوري بيلي عداءة سرعة كندية.[41]
- 22 نوفمبر – هاري بي. تشيس مدرس من كندا.

### ديسمبر
- 4 ديسمبر – كيل تشيرنين[42]
- 6 ديسمبر – لورانس كانون سياسي كندي.[43]
- 7 ديسمبر – غاري أنجر لاعب هوكي جليد كندي.
- 11 ديسمبر – موراي د. مارتن رائد أعمال أمريكي.
- 15 ديسمبر – كين كروسبي لاعب كرة قاعدة كندي.
- 22 ديسمبر – ديف كينغ
- 31 ديسمبر – بورتون كامينغز موسيقي كندي.[44]

## وفيات

### يناير
- 1 يناير – ألان سوليفان (مواليد 1868) محامي كندي.[45]
- 1 يناير – ألبرت إدوارد سميث (مواليد 1871) سياسي كندي.[46]
- 1 يناير – جيمس تاكر (مواليد 1862) سياسي كندي.
- 1 يناير – روبرت أندرو باكستر (مواليد 1879) سياسي كندي.
- 6 يناير – ألبرت هدسون (مواليد 1875) سياسي كندي.[47]
- 7 يناير – جون الكسندر ماثيسون (مواليد 1863) سياسي كندي.[48]
- 10 يناير – تيلسون هاريسون (مواليد 1881) طبيب كندي.
- 18 يناير – أوتو بيرد برايس (مواليد 1877) سياسي كندي.[49]

### فبراير
- 15 فبراير – مارغريت مارشال سوندرز (مواليد 1861)[50]
- 16 فبراير – جون هارولد (مواليد 1873) سياسي كندي.[51]

### مارس
- 2 مارس – هاري كونور (مواليد 1904) لاعب هوكي جليد كندي.[52]
- 16 مارس – ويليام روبرت موريسون (مواليد 1878) سياسي كندي.

### أبريل
- 3 أبريل – جورج نابير جونستون (مواليد 1867) عسكري نيوزيلندي.
- 6 أبريل – جيمس بلفور (مواليد 1867) سياسي كندي.

### مايو
- 9 مايو – لويز دافيلد كامينغز (مواليد 1870) رياضياتية من الولايات المتحدة الأمريكية.
- 16 مايو – صموئيل فانس (مواليد 1879) لاعب رماية كندي.

### يونيو
- 6 يونيو – ألفونس دس مارتن (مواليد 1884)
- 14 يونيو – تشيك لانغ (مواليد 1905)
- 17 يونيو – كين راندال (مواليد 1888) لاعب هوكي جليد كندي.[53]
- 26 يونيو – ريتشارد بينيت (مواليد 1870) رئيس وزراء كندا.[54]

### يوليو
- 1 يوليو – كلارنس لوكاس (مواليد 1866)[55]
- 25 يوليو – ألتون د. تايلور (مواليد 1889) سياسي كندي.

### أغسطس
- 20 أغسطس – ألبرت هندرسون (مواليد 1881) لاعب كرة قدم كندي.

### سبتمبر
- 2 سبتمبر – ويليام تشارلز هنري وود (مواليد 1864)[56]
- 3 سبتمبر – رونالد ماكدونالد (مواليد 1874)

### أكتوبر
- 22 أكتوبر – فيبي أميليا واتسون (مواليد 1858) رسامة كندية.
- 29 أكتوبر – تشارلز إيفانز (مواليد 1882) سياسي كندي.[57]

### نوفمبر
- 14 نوفمبر – والتر إدوارد فوستر (مواليد 1873) سياسي كندي.[58]

### ديسمبر
- 14 ديسمبر – بيل هايوارد (مواليد 1868)
- 19 ديسمبر – دونكان كامبل سكوت (مواليد 1862) سياسي كندي.[59]